# Mukhtariyat
Mukhtariyat är en ort i Azerbajdzjan.   Den ligger i distriktet Şəmkir Rayonu, i den västra delen av landet, 300 km väster om huvudstaden Baku. Mukhtariyat ligger 356 meter över havet och antalet invånare är 3 088.
Terrängen runt Mukhtariyat är platt åt nordost, men åt sydväst är den kuperad. Närmaste större samhälle är Shamkhor, 7,4 km väster om Mukhtariyat.
Runt Mukhtariyat är det i huvudsak tätbebyggt. Runt Mukhtariyat är det ganska tätbefolkat, med 108 invånare per kvadratkilometer.